# Batuhan Arda Erol
Batuhan Arda Erol (* 4. Februar 2002) ist ein türkischer Leichtathlet, der sich auf den Zehnkampf spezialisiert hat.

## Sportliche Laufbahn
Erste internationale Erfahrungen sammelte Batuhan Arda Erol im Jahr 2020, als er bei den U20-Balkan-Meisterschaften in Istanbul mit 5541 Punkten den sechsten Platz im Zehnkampf belegte. Im Jahr darauf gelangte er bei den U20-Balkan-Meisterschaften ebendort mit 6084 Punkten auf den fünften Platz und 2024 gewann er bei den Balkan-Meisterschaften in Izmir mit 6462 Punkten die Bronzemedaille hinter dem Griechen Angelos-Tzanis Andreoglou und Dragan Pešić aus Montenegro.
2022 wurde Erol türkischer Meister im Zehnkampf und 2024 wurde er Hallenmeister im Siebenkampf.

## Persönliche Bestleistungen
- Zehnkampf: 6462 Punkte, 26. Mai 2024 in Izmir
  - Siebenkampf (Halle): 4859 Punkte, 18. Februar 2024 in Bursa